# تي كي كارتر
تي كي كارتر (بالإنجليزية: T. K. Carter)‏ مواليد 18 ديسمبر 1956 في نيويورك، هو ممثل وكوميدي أمريكي بدأ مسيرته الفنية سنة 1976.

## الأعمال
- الشيء (1982)
- قطار منفلت (1985) (بدور: ديف برينس)
- فاملي ماتتيرس (1992)
- سبيس جام (1996)
- مويشا (1997)
- المربية (1998) (بدور: تاي)
- المريخيون (1999) (بدور: ليني)
- إن واي بي دي بلو (1999)
- دومينو (2005)

## روابط خارجية
- تي كي كارتر على موقع IMDb (الإنجليزية)
- تي كي كارتر على موقع ألو سيني (الفرنسية)
- تي كي كارتر على موقع قاعدة بيانات الفيلم (الإنجليزية)